# Greig Lake (Saskatchewan)
Greig Lake ist ein Resort Village in der kanadischen Provinz Saskatchewan. Es liegt am Ostufer des gleichnamigen Sees im Südosten der Census Division No. 17. Zum Ressort gehört ein Campingplatz, ein Golfplatz sowie eine Bootsausleihstation.
Das Feriendorf hat eine Fläche von 0,14 km² und gehört zur Gemeinde Meadow Lake No. 588.

## Demografie
Laut der Volkszählung von 2001 lebten in Greig Lake 15 Personen. Bis zum Jahr 2006 stieg die Einwohnerzahl um 33,3 % auf 20 an.
Im Jahr 2011 betrug die Zahl der Einwohner des Resort Villages ca. 23. Nach der Volkszählung von 2016 sank die Zahl der im Ort lebenden Personen um 56,5 % auf 10 ab.